# 冀州古城遗址
冀州古城遗址，位于中国河北省衡水市冀州市北关村，1993年7月15日公布为河北省文物保护单位，2013年3月5日公布为第七批全国重点文物保护单位。